# Javier Pacheco
Javier Pacheco Serradilla (Barcelona, 21 de noviembre de 1970) es un sindicalista español, actual secretario general de Comisiones Obreras de Cataluña (España).

## Biografía
Hijo de extremeños, cursó estudios de formación profesional en automoción. Trabajó para diferentes empresas hasta que el 1991 se incorporó a la plantilla de Nissan, donde todavía  trabaja. 

## Trayectoria
A mitad de la década de 1990 se afilió al sindicato de Comisiones Obreras. Poco después, el 1997, sería escogido delegado sindical de la empresa, y el 2001 secretario general del sindicato en Nissan. Posteriormente el 2009 fue nombrado secretario general de la Federación Minerometalúrgica del sindicato, actualmente conocida como Federación de Industria. El otoño de 2016 presentó la única candidatura a suceder Joan Carles Gallego al frente de Comisiones Obreras de Cataluña. En abril de 2017 fue nombrado secretario general del sindicato, con un 91% de los votos.
| Predecesor: Joan Carles Gallego | Secretario general de CCOO de Cataluña 2017-actualidad | Sucesor: - |